# Кроссенс
Кроссе́нс (от англ. cross sense — «пересечение смыслов», «крестосмыслица») — ассоциативная головоломка, придуманная и опубликованная в 2002 году  Владимиром Бусленко и Сергеем Фединым.
Внешне головоломка представляет собой таблицу 3×3 из девяти картинок. Это могут быть фотографии, рисунки или даже формулы и надписи. Решающему предлагается найти ассоциативные связи между соседними (то есть имеющими общую сторону) картинками. Таким образом, для того, чтобы полностью разгадать кроссенс, необходимо решить 12 (по числу пар соседних клеток) головоломок.
Примеры связей в кроссенсе:
- «…если на одной картинке изображена статуя Геракла, а на другой — овес, то ассоциативная цепочка будет такой: Геракл — Геркулес (римское имя Геракла) — овсяная каша „Геркулес“ — овёс». Если же «соседями оказались колорадский жук и картина „Красные виноградники в Арле“, связь будет более замысловатой, но не менее убедительной: „Красные виноградники в Арле“ — Ван Гог (автор) — „Едоки картофеля“ (первый шедевр Ван Гога) — колорадский жук (он тоже „едок картофеля“!)»[1].
- «…между портретом писателя Куприна и картиной японского художника Хиросигэ „Вид на гору Фудзи“ связь будет: Куприн — „Яма“ (название повести Куприна) — Фудзияма (полное название горы Фудзи) — „Вид на гору Фудзи“. А между книгой Жюля Верна „20 000 лье под водой“ и  Чарли Чаплином связь будет более замысловатой: Чарли Чаплин — „Великий немой“ (прозвище знаменитого комика; так же называют и всю эпоху дозвукового кино) — Капитан Немо (имя одного из главных героев книги „20 000 лье под водой“)»[2].

Изначально кроссенс задумывался авторами как первый шаг на пути к загадочной и прекрасной игре в бисер, описанной Германом Гессе в одноимённом романе. Кроссенс используют в качестве тренажёра креативности на развивающих занятиях с младшими школьниками, для толкования сновидений в психологии.
Также кроссенс используют в качестве одной из идей «логики культурных ассоциаций» и в педагогике.